# Heinrich Jerchel
Heinrich Jerchel (* 28. Oktober 1906; † nach Oktober 1943) war ein deutscher Kunsthistoriker in Marburg und Berlin.

## Leben
Heinrich Jerchel stammte aus einer Rittergutsfamilie aus Seifedau bei Schweidnitz in Niederschlesien. Er studierte zunächst in Breslau, Wien, Grenoble und Paris, dann in Berlin  bei Adolph Goldschmidt, 1928 in München bei Wilhelm Pinder und anschließend in Bonn bei Paul Clemen. 1930 promovierte er in Breslau bei August Grisebach.
Danach war Jerchel als Kunsthistoriker in Marburg.
1935 arbeitete er in Breslau zur schlesischen Malerei.
Seit 1936 war Heinrich Jerchel als wissenschaftlicher Mitarbeiter beim Brandenburgischen Provinzialverband in Berlin, wo er zwei Bände der Kunstdenkmäler der Provinz Brandenburg verantwortete.
1940 war er in Paris beim Einsatzstab Reichsleiter Rosenberg aktiv, um Kunstgüter für das Deutsche Reich zu begutachten.
Im Herbst 1943 war er an der Ostfront eingesetzt, wo er seit November 1943 als vermisst gilt.

## Veröffentlichungen
Heinrich Jerchel verfasste einige Texte zur süddeutschen Buchmalerei sowie zwei Bände der Kunstdenkmäler der Provinz Brandenburg.
- Spätmittelalterliche Buchmalereien am Oberlauf des Rheins, Dissertation, Breslau 1930, auch in Oberrheinische Kunst, 5, 1932, S. 17–82. Uni Heidelberg
- Die ober- und niederösterreichische Buchmalerei der ersten Hälfte des 14. Jahrhunderts, in Jahrbuch der Kunsthistorischen Sammlungen in Wien NF 6, 1932, S. 9–54.
- Die Bayerische Buchmalerei des 14. Jahrhunderts, in Münchner Jahrbuch der bildenden Kunst, NF 10, 1933, S. 70–109
- Die Bilder der südwestdeutschen Weltchroniken des 14 Jahrhunderts, in Zeitschrift für Kunstgeschichte, 2, 1933, S. 381–398 Digizeitschriften
- Beiträge zur österreichischen Handschriftenillustration, in Zeitschrift des deutschen Vereins für Kunstwissenschaft, 2, 1935, S. 308–321.
- Der Cisterzienserpsalter in Besançon, ein Werk der deutschen Schweiz aus der Mitte des 13. Jahrhunderts, in Anzeiger für Schweizerische Altertumskunde, NF 37, 1935, S. 104–112.
- Das Hasenburgische Missale von 1409, die Wenzelswerkstatt und die Mettener Malereien von 1414, in Zeitschrift des deutschen Vereins für Kunstwissenschaft, 4, 1937, S. 218–241.
- Die Niederrheinische Buchmalerei der Spätgotik (1380 bis 1470), in Wallraf-Richartz-Jahrbuch, 10, 1938, S. 65–90.
- Die Kunstdenkmäler des Kreises Templin (= Die Kunstdenkmäler der Provinz Brandenburg, 3, 2), Berlin 1937. UB Potsdam
- Die Kunstdenkmäler des Stadt- und Landkreises Landsberg (Warthe). (= Die Kunstdenkmäler der Provinz Brandenburg. 7/3),
- Die Kunstdenkmäler des Kreises Niederbarnim (= Die Kunstdenkmäler der Provinz Brandenburg, 3, 4), Berlin 1939. UB Potsdam